# Emmanuel Rivière
Emmanuel Rivière, född 3 mars 1990 i Le Lamentin på Martinique, är en fransk-martinikisk fotbollsspelare.

## Klubbkarriär
Den 12 september 2019 värvades Rivière av Cosenza, där han skrev på ett ettårskontrakt. Den 11 september 2020 skrev Rivière på ett tvåårskontrakt med Crotone.

## Landslagskarriär
Rivière debuterade för Martiniques landslag den 14 november 2019 i en 1–1-match mot Honduras, där han även gjorde ett mål.